# Alfred Mortier
Pour les articles homonymes, voir Mortier.
Alfred Henry Mortier, né Mortjé le 9 juin 1865 à Baden-Baden (Grand-duché de Bade) et mort à Paris 17e le 24 octobre 1937, est un journaliste et écrivain français.
Naturalisé français en 1900, il fut autorisé par ordonnance à modifier son nom de famille. Son cousin Pierre Mortier, directeur du Gil Blas de 1911 à 1917, put faire de même.

## Biographie

### Jeunesse et œuvres
Né de père hollandais et de mère française, Alfred Mortier a longtemps habité Nice où ses parents s'étaient installés en 1874.
Après avoir fait ses études au lycée de Nice (Lycée Masséna), il étudie le droit à Paris.
Il se lance alors dans plusieurs domaines dont le journalisme, la poésie, la musique, écrit de nombreuses pièces de théâtre et devient critique de théâtre.
Le 5 avril 1906, à Nice, il épouse Aurélie Octavie Gabrielle Antoinette de Faucambergue, connue en littérature sous le nom d'Aurel, qui tiendra un salon politico-littéraire à Paris de 1915 à sa mort.
Alfred Mortier collabore à L'Éclaireur de Nice et du Sud-Est puis fonde Le Petit Monégasque dont il est directeur pendant plusieurs années.
Il est encore l'un des fondateurs de Mercure de France et, en 1895, président-fondateur du Cercle Artistique à Nice.

### Décès
Il meurt le 24 octobre 1937 en son domicile du 20 rue du Printemps.

### Famille
La pianiste Jane Mortier est l'épouse de son frère, le peintre Robert Mortier,.

## Postérité
A Paris 17e, une plaque lui rend hommage sur la façade de l'hôtel particulier du 20 rue du Printemps et indique : « Alfred Mortier - 1865-1937 - Le poète du Temple sans idoles, du Souffleur de bulles, de Marius vaincu, de Sylla, de Penthésilee, du Divin Arétin, de Machiavel, l'érudit de Ruzzante - travailla dans cette maison depuis 1913 et y mourut - "Ici fut un juste et l'un de ces doux souriants qui possèderont la Terre" »
Une rue de Nice porte son nom. C'est sa veuve qui insista pour cela, comme elle l'avait fait après la mort de son premier mari, le peintre paysagiste Cyrille Besset.
Un autre souvenir d'Alfred Mortier se trouve sur la façade du n° 20 de l'avenue Jean Médecin. À la hauteur du premier étage de l'immeuble, une plaque pas très lisible indique : 

« Ici vécut Alfred Mortier (1865-1937) noble écrivain - grand poète dramaturge - érudit - auteur de La vaine aventure, Le temple sans idole, Le souffleur de bulles, Marius vaincu, Sylla, Penthésilée, Ruzzante ».

## Œuvre
Œuvre poétique
- 1894 : La Vaine aventure, 1 volume in-18°, éditions Mercure de France
- 1909 : Le Temple sans idoles, 1 volume, éditions Mercure de France
- 1929 : Le Souffleur de bulles, 1 volume, éditions Messein

Œuvre théâtrale
- 1896 : La Fille d'Artaban, pièce en 1 acte en prose, au Théâtre Libre
- 1910 : Marius vaincu, tragédie en 3 actes en vers, au théâtre des Arts[5]
- 1913 : Sylla, tragédie en 4 actes en vers, musique de scène de Louis Vuillemin, au théâtre de l'Odéon
- 1919 : Sakountala, pièce lyrique en 5 actes, d'après Kalidasa, au théâtre de verdure du Pré-Catelan
- 1921 : Galatée, pièce en un acte au Théâtre des Arts[6].
- 1922 : Penthésilée, tragédie en 3 actes en vers, musique de scène de Marc Delmas, au théâtre de l'Odéon à Paris et au Théâtre des Arènes à Béziers
- 1923 : Ruzzante, ou le retour de la guerre, parade traduite du padouan (1529) par Alfred Mortier, au théâtre de l'Œuvre[7]
- 1926 : Francesca da Rimini, drame en 4 actes, d'après la Divine comédie de Dante, au théâtre Albert 1er
- 1930 : Le Divin Arétin, le 11 septembre, au théâtre des Arts, Perina[8],[9].
- 1933 : L'Affaire Brock, pièce en 3 actes et 4 tableaux, avec Henri Christiné, au théâtre Albert 1er[10]
- 1939 : Galatée, pièce en 7 scènes en prose, au théâtre Pigalle

## Distinctions
- Chevalier de la Légion d'honneur au titre du Ministère de l'Instruction publique (décret du 12 août 1930). Parrain : son cousin Pierre Mortier, commandeur de la Légion d'Honneur[11].
- Commandeur de l'Ordre de la Couronne d'Italie (1925).